# Arbitrage pricing theorem
In finanza, la teoria dei prezzi dell'arbitraggio, o arbitrage pricing theory (APT), è un modello in base al quale il rendimento di un titolo azionario è espresso in funzione dei rendimenti di una serie di fattori di rischio (ad es. fattori legati a variabili macroeconomiche come il prezzo del petrolio o il PIL; ma anche fattori di diversa natura). 
Più rigorosamente, nell'APT il rendimento atteso di un'attività finanziaria è espresso come funzione lineare di una serie di fattori, più una componente specifica di rischio. La sensibilità del rendimento atteso rispetto a variazioni dei fattori economici è nota con termine inglese come factor loading, ed è la controparte nell'APT del coefficiente beta del capital asset pricing model (CAPM). L'APT è stato originariamente proposto da Stephen Ross, in uno storico contributo del 1976.

## Teoria generale
L'APT è un modello economico che si propone di rappresentare il rendimento atteso di un titolo azionario in funzione di una serie di fattori di rischio. Una rappresentazione dell'APT afferma che il rendimento effettivo di un titolo azionario è dato dall'espressione:
{\displaystyle R_{i}=a+b_{1}R_{1}+b_{2}R_{2}+\cdots +b_{K}R_{K}+\varepsilon _{i}}
dove {\displaystyle \varepsilon _{i}} è detto 'rischio idiosincratico', e misura il rischio specifico dell'azienda i in questione. {\displaystyle R_{1},\ldots ,R_{K}} sono i rendimenti attesi di alcuni (non meglio definiti) fattori di rischio, talvolta interpretati come fattori legati all'andamento di variabili macroeconomiche (un tipico esempio è il prezzo del petrolio). Spesso il primo fattore di rischio è identificato nello stesso fattore di rischio del CAPM, ossia il premio per il rischio di mercato:
{\displaystyle R_{m}-R_{f}}
dove {\displaystyle R_{m}} denota il rendimento atteso del portafoglio di mercato, e {\displaystyle R_{f}} il tasso d'interesse privo di rischio.
Il termine di rischio idiosincratico, per ipotesi privo di correlazione con i fattori di rischio (in quanto questi ultimi misurano variabili di rischio che hanno effetti identici su tutte le imprese dell'economia, e non sono quindi influenzabili da una singola impresa), costituisce la deviazione del rendimento effettivamente realizzato dal rendimento atteso previsto dall'APT. In un portafoglio diversificato, i termini di rischio idiosincratico dei diversi titoli ricompresi nel portafoglio si annulleranno a vicenda (la loro media sarà nulla; l'idea è che valori di rischio idiosincratico positivi compensino in media valori negativi), così che l'APT – a patto che i fattori di rischio siano correttamente individuati – consente di determinare con precisione il rendimento atteso del portafoglio.
Per applicare l'APT bisogna dunque individuare una lista esauriente di fattori di rischio che concorrano a determinare il rendimento atteso, e quindi ottenere una stima del rendimento atteso di ciascuno di questi fattori. Il rendimento di ciascun titolo azionario (o portafoglio di titoli) avrà poi una particolare sensitività a ciascun fattore di rischio ({\displaystyle b_{1},\ldots ,b_{K}}); tali sensitività dovranno anch'esse essere stimate, tramite una qualche procedura statistica.
Per quel che riguarda l'identificazione dei fattori di rischio, un'intera branca della letteratura nell'economia finanziaria è dedicata a questo problema. I modelli maggiormente utilizzati in ambito accademico sono il modello a tre fattori di Fama e French (1993) e il modello a quattro fattori di Carhart (1997). I fattori di rischio utilizzati da questi modelli, tuttavia, non sono immediatamente interpretabili come variabili macroeconomiche. I fattori utilizzati da Fama e French sono:
- Il premio per il rischio di mercato;
- Il differenziale di rendimento tra le imprese di maggiori e minori dimensioni (in termini di capitalizzazione di mercato; questo fattore è noto come il fattore size, o SML);
- Il differenziale di rendimento tra le imprese aventi valori alti e bassi dell'indice book-to-market (rapporto tra valore di libro e valore di mercato delle azioni; questo fattore è noto semplicemente come book-to-market, o HML).

Carhart (1997) estende questo modello, aggiungendo un ulteriore fattore collegato al premio assegnato dal mercato, in termini di rendimento, alle imprese i cui titoli hanno avuto una performance di mercato particolarmente positiva in passato (fattore cosiddetto momentum).
Una diversa letteratura cerca di individuare fattori di rischio collegati a variabili macroeconomiche; Elton et al., ad esempio, propongono un modello a cinque fattori. Questi ultimi sarebbero:
- Differenziale di rendimento: differenza tra rendimento dei titoli di stato a lungo termine e titoli di stato a 30 giorni;
- Tasso di interesse: variazione dei buoni del tesoro;
- Tasso di cambio: Variazione del valore del dollaro rispetto a un paniere di valute;
- PIL reale: Variazione del tasso d'incremento del PIL reale previsto;
- Inflazione: Variazione del tasso di inflazione previsto;
- Rendimento di mercato.

## Derivazione formale del modello

### Un modello fattoriale lineare per i rendimenti attesi
La base dello sviluppo dell'APT sta nel concetto di modello fattoriale lineare per i rendimenti attesi; un modello fattoriale lineare ipotizza in particolare che:
{\displaystyle \ R_{i}=a_{i}+\sum _{k=1}^{K}b_{ik}f_{k}+\varepsilon _{i},\quad i=1,\ldots ,N}
dove {\displaystyle R_{i}} denota il rendimento di un generico titolo, indicizzato da {\displaystyle i=1,\ldots ,N}; {\displaystyle \ f_{k}}, con {\displaystyle k=1,\ldots ,K} è un insieme di fattori, ossia di variabili esogene che determinano l'evoluzione dei rendimenti. I coefficienti {\displaystyle b_{ik}} sono detti con voce inglese factor loadings; {\displaystyle \varepsilon _{i}} è detto rischio idiosincratico, in quanto caratteristico del singolo titolo o rendimento. Si ipotizza in particolare che:
{\displaystyle \ {\mbox{E}}[\varepsilon _{i}]={\mbox{E}}[f_{k}]={\mbox{E}}[\varepsilon _{i}\varepsilon _{j}]={\mbox{E}}[\varepsilon _{i}f_{k}]={\mbox{E}}[f_{k}f_{l}]=0}
{\displaystyle {\mbox{E}}[\varepsilon _{i}^{2}]=s_{i}^{2}<S^{2}<\infty \quad {\mbox{E}}[f_{k}^{2}]=1}
Le ipotesi su {\displaystyle \ {\mbox{E}}[f_{k}]}, {\displaystyle \ {\mbox{E}}[f_{k}f_{l}]} e {\displaystyle {\mbox{E}}[f_{k}^{2}]} sono innocue normalizzazioni, così come quelle su {\displaystyle {\mbox{E}}[\varepsilon _{i}]} e {\displaystyle {\mbox{E}}[\varepsilon _{i}f_{k}]}. Sono invece più restrittive le ipotesi che {\displaystyle \varepsilon _{i}} abbia varianza finita per ogni {\displaystyle i} ({\displaystyle s_{i}^{2}<\infty }), e che le componenti di rischio idiosincratico siano tra loro incorrelate ({\displaystyle {\mbox{E}}[\varepsilon _{i}\varepsilon _{j}]=0}): la prima ipotesi pone infatti una restrizione sulle distribuzioni di probabilità che si ammette siano seguite dai rendimenti dei titoli (soltanto quelle aventi il secondo momento finito); la seconda che la rischiosità di ciascun titolo possa essere isolata in una componente non correlata con quella degli altri titoli (ossia che ogni rendimento sia caratterizzato da una componente di rischio realmente idiosincratica). Da queste ipotesi segue che: 
{\displaystyle {\mbox{E}}[R_{i}]=a_{i}\quad \forall i}
Il numero dei fattori {\displaystyle f_{k}}, e quali variabili economiche (o di altro tipo) essi rappresentino, ha scarsa importanza a questo punto (ha importanza molto maggiore, ovviamente, nelle applicazioni). In altre parole, il modello fattoriale lineare è una caratterizzazione puramente statistica del rendimento dei titoli, e non ha di per sé la pretesa di fornire alcuna spiegazione economica della loro evoluzione.

### Arbitrage pricing theory
In uno storico contributo del 1976 Stephen Ross, a partire da un modello fattoriale lineare come quello proposto sopra, deriva l'Arbitrage Pricing Theory o APT. 
Al fine di illustrare questo risultato, si definisca un portafoglio tramite un vettore {\displaystyle \omega } che in ogni componente indica l'investimento effettuato in ciascun titolo dell'economia. Dato un vettore di rendimenti attesi {\displaystyle \ {\mbox{E}}[R]} e la matrice varianze-covarianze associata {\displaystyle \ \Omega } si definisce dunque un'opportunità di arbitraggio asintotica una successione di portafogli {\displaystyle \left\{\omega _{n}\right\}_{n\in \mathbb {N} }} tali che:
{\displaystyle \omega _{n}'\mathbf {1} =0\ \forall n}
{\displaystyle \omega _{n}'{\mbox{E}}[R]\geq \delta >0\ \forall n}
{\displaystyle \lim _{n\rightarrow \infty }\omega _{n}'\Omega \omega _{n}=0}
dove {\displaystyle \mathbf {1} } denota un vettore avente tutte le componenti uguali a 1. Le condizioni sopra implicano che ciascun portafoglio comporta un esborso di denaro nullo (le componenti di {\displaystyle \omega _{n}} possono anche essere negative, dunque questo non significa che non si abbia investimento), assicura un rendimento atteso strettamente positivo, e il portafoglio limite della successione ha varianza {\displaystyle \omega _{n}'\Omega \omega _{n}} nulla.
Il teorema di Ross afferma che, ipotizzando che valga un modello fattoriale lineare come quello presentato sopra, nell'ipotesi in cui non siano ammesse opportunità di arbitraggio asintotiche, esiste un insieme di premi per il rischio {\displaystyle \lambda _{0},\lambda _{1},\ldots ,\lambda _{k}} tali che il rendimenti atteso di ciascun titolo {\displaystyle a_{i}} può essere espresso come:
{\displaystyle {\mbox{E}}[R_{i}]=a_{i}=\lambda _{0}+\sum _{k=1}^{K}\lambda _{k}b_{ik}+v_{i}}
dove:
{\displaystyle \lim _{N\rightarrow \infty }{\frac {1}{N}}\sum _{i=1}^{N}v_{i}^{2}=0}.
I {\displaystyle v_{i}} possono essere interpretati come errori di prezzo (o meglio, di determinazione del rendimento atteso): l'APT determina il rendimento atteso corretto per ciascun titolo, con un errore quadratico medio che tende a zero, al limite per {\displaystyle N}, il numero dei titoli scambiati nell'economia, che tende all'infinito.

### Dimostrazione del teorema di Ross (1976)
Una regressione lineare dei rendimenti attesi {\displaystyle {\mbox{E}}(R_{i})=a_{i}} sui {\displaystyle b_{ik}} e una costante consente di ottenere immediatamente {\displaystyle \ \lambda _{0},\ldots ,\lambda _{k}} nonché:
{\displaystyle \ {\mbox{E}}(R_{i})=\lambda _{0}+\sum _{k}\lambda _{k}b_{ik}+v_{i}}
dove {\displaystyle v_{i}} denota il residuo della regressione. Per le proprietà della regressione lineare, si ha:
{\displaystyle \sum _{i}v_{i}=\sum _{i}v_{i}b_{ik}=0\quad \forall k}
Si costruisca ora un portafoglio avente pesi:
{\displaystyle \ \omega _{i}={\frac {v_{i}}{{\sqrt {N}}||v||}},\quad ||v||={\sqrt {\sum _{i}v_{i}^{2}}}}
Evidentemente il portafoglio prevede un esborso iniziale nullo (dal momento che {\displaystyle \ \sum _{i}v_{i}=0}); il rendimento atteso ad esso associato è:
{\displaystyle {\frac {\lambda _{0}\sum _{i}v_{i}+\sum _{k}\lambda _{k}\sum _{i}v_{i}b_{ik}+\sum _{i}v_{i}^{2}}{{\sqrt {N}}||v||}}={\frac {||v||}{\sqrt {N}}}}
La varianza del rendimento del portafoglio è limitata superiormente come segue:
{\displaystyle {\mbox{var}}(R)={\frac {\sum _{i}v_{i}^{2}{\mbox{var}}(\varepsilon _{i})}{N||v||^{2}}}\leq {\frac {S^{2}}{N}}}
Poiché:
{\displaystyle \lim _{N\rightarrow \infty }{\frac {S^{2}}{N}}=0}
al fine di evitare un'opportunità di arbitraggio asintotica è necessario imporre la seguente condizione sul rendimento atteso:
{\displaystyle \lim _{N\rightarrow \infty }{\frac {||v||}{\sqrt {N}}}=0\quad \Rightarrow \quad \lim _{N\rightarrow \infty }{\frac {1}{N}}\sum _{i}v_{i}^{2}=0}
con cui la dimostrazione del teorema è completa.